# Église Saint-Ulrich d'Altenstadt
L'église Saint-Ulrich est un monument historique situé à Altenstadt une commune associée à Wissembourg, dans le département français du Bas-Rhin.

## Localisation
Ce bâtiment est situé rue Principale à Altenstadt, une commune associée à Wissembourg.

## Historique
La première église connue sur le site est édifiée vers 1050. Une partie est reconstruite au cours du XIIe siècle : les travaux sur la tour-porche débutent avant 1130 et s’achèvent dans le troisième quart du XIIe siècle, en même temps que la surélévation de la nef. Environ un siècle plus tard, vers 1220, une chapelle est également ajoutée sur le côté nord du chœur.
En 1470, le cimetière sert de refuge lors d'une attaque des Wissembourgeois pendant la guerre les opposants au palatin Frédéric. Par la suite, l’église est gravement endommagée pendant les combats liés à la guerre des Paysans en 1525, ce qui nécessite d’importants travaux. Au cours de ceux-ci, de nouvelles ouvertures sont percées dans les murs des bas-côtés, une chapelle est construite du côté sud du chœur et le portail occidental remplacé par celui de la collégiale Saint-Étienne de Wissembourg, détruite au cours de la guerre.
En 1708, l’enceinte du cimetière est renforcée pour en faire un bastion des lignes de la Lauter. L’espace intramuros sert alors de camp fortifié pendant le reste de la guerre de Succession d’Espagne.
L'édifice fait l'objet d'un classement au titre des monuments historiques depuis 1898.

## Architecture
C'est une église de plan basilical dont les trois nefs charpentées et la tour porche datent du XIIe siècle. Les trois absides du chœur sont d’époques différentes (gothique au nord, du XIXe siècle pour les autres). La nef romane se compose de cinq travées ouvertes sur les bas-côtés par des arcs en plein cintre qui reposent sur des piliers en pierre de taille. Ceux-ci, carrés à l’origine, ont vu leurs angles abattus (retaillés) pour leur donner une section octogonale. 
On peut noter également un remarquable linteau sculpté de sept médaillons représentant la main de Dieu au centre et, de part et d’autre, des agneaux, des motifs végétaux et des formes géométriques. Sur le linteau on peut lire l'inscription "J+HOC QUI COENOBIUM CUPITIS TRANSIRE DECORUM POSITE SUPREMAM ABBATIS VENIAM LIUTHAR(DI) SUBERAM"

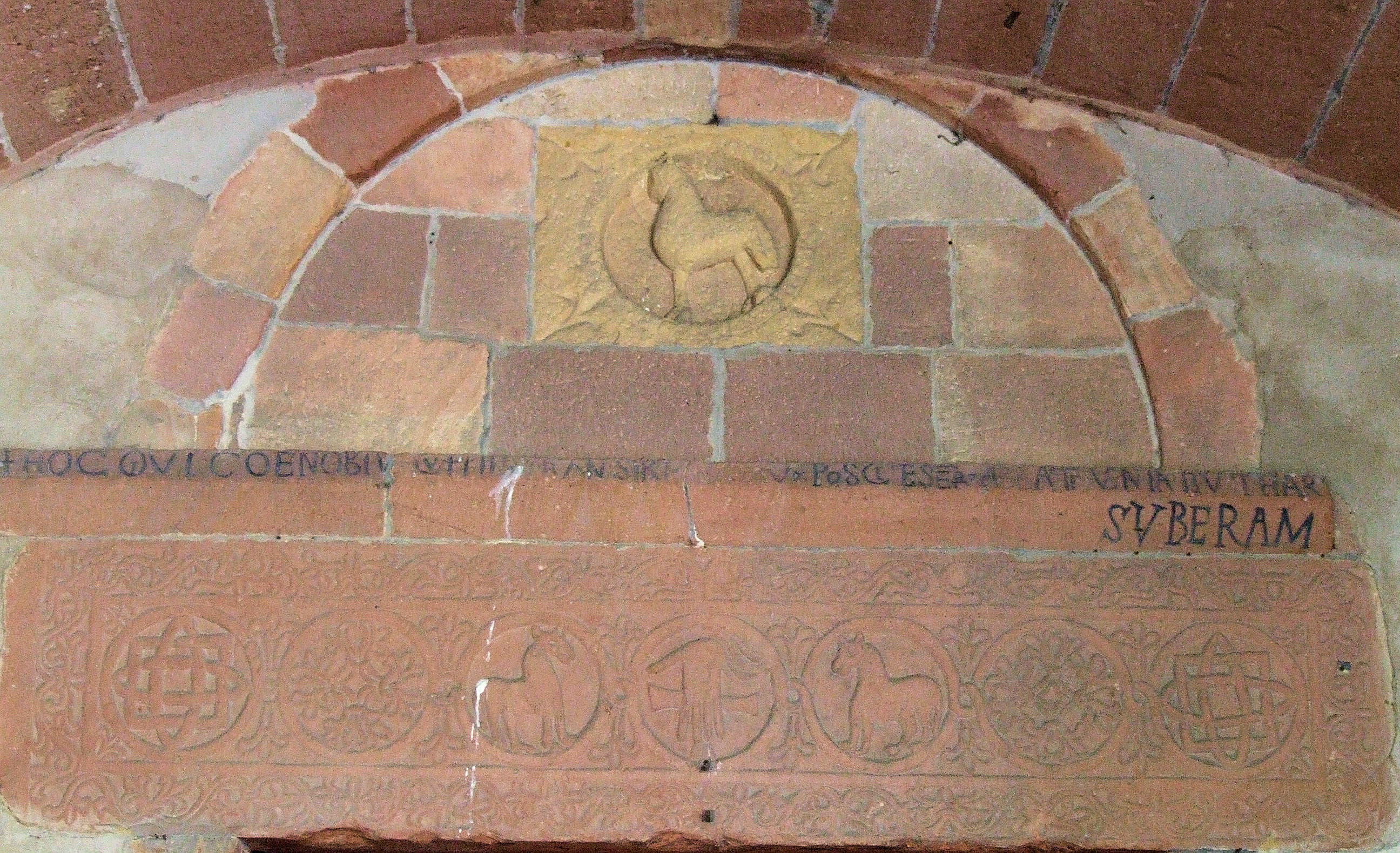
Linteau : Agneau de Dieu et 7 médaillons en symétrie (main, agneaux et motifs végétaux).

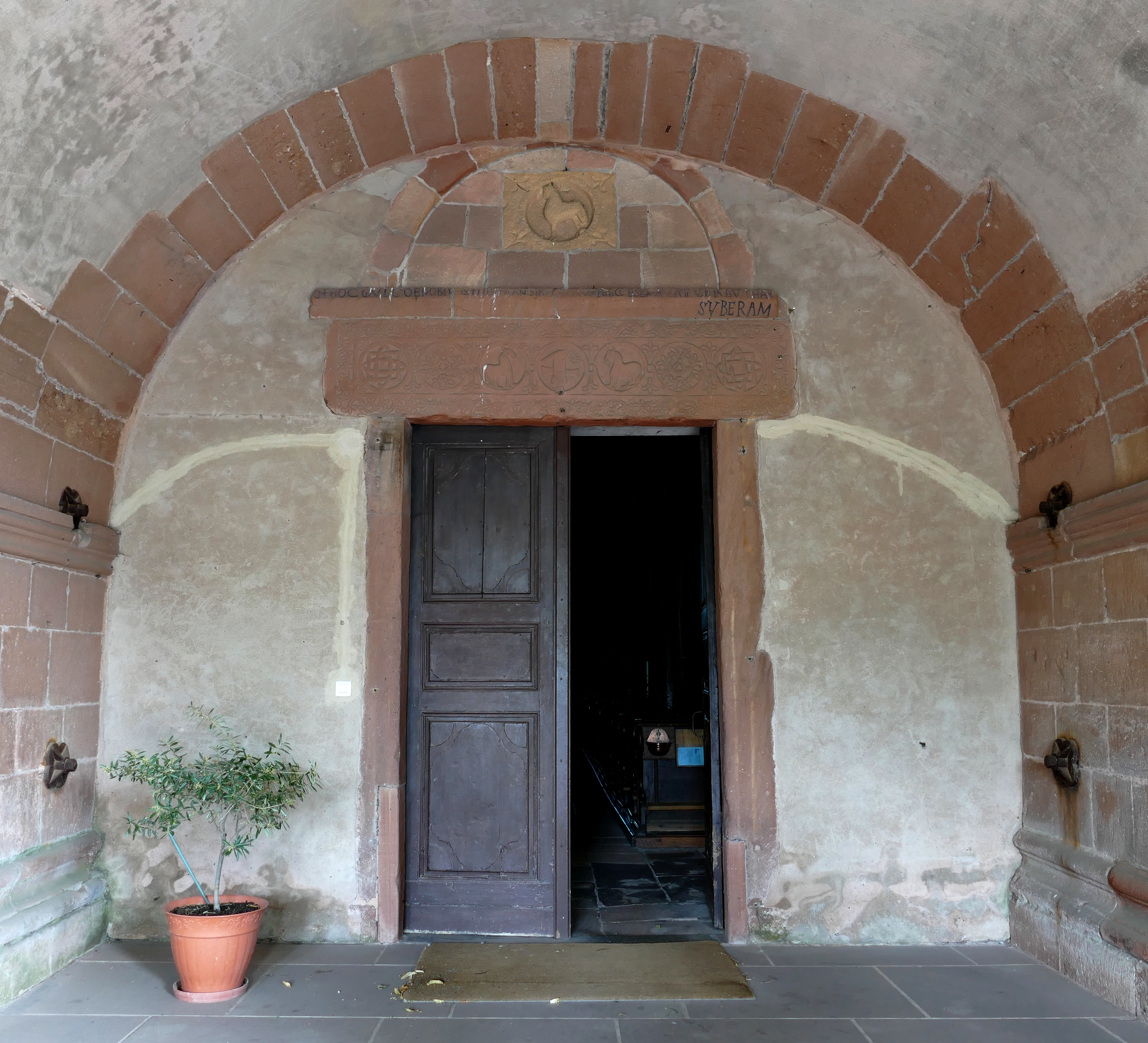
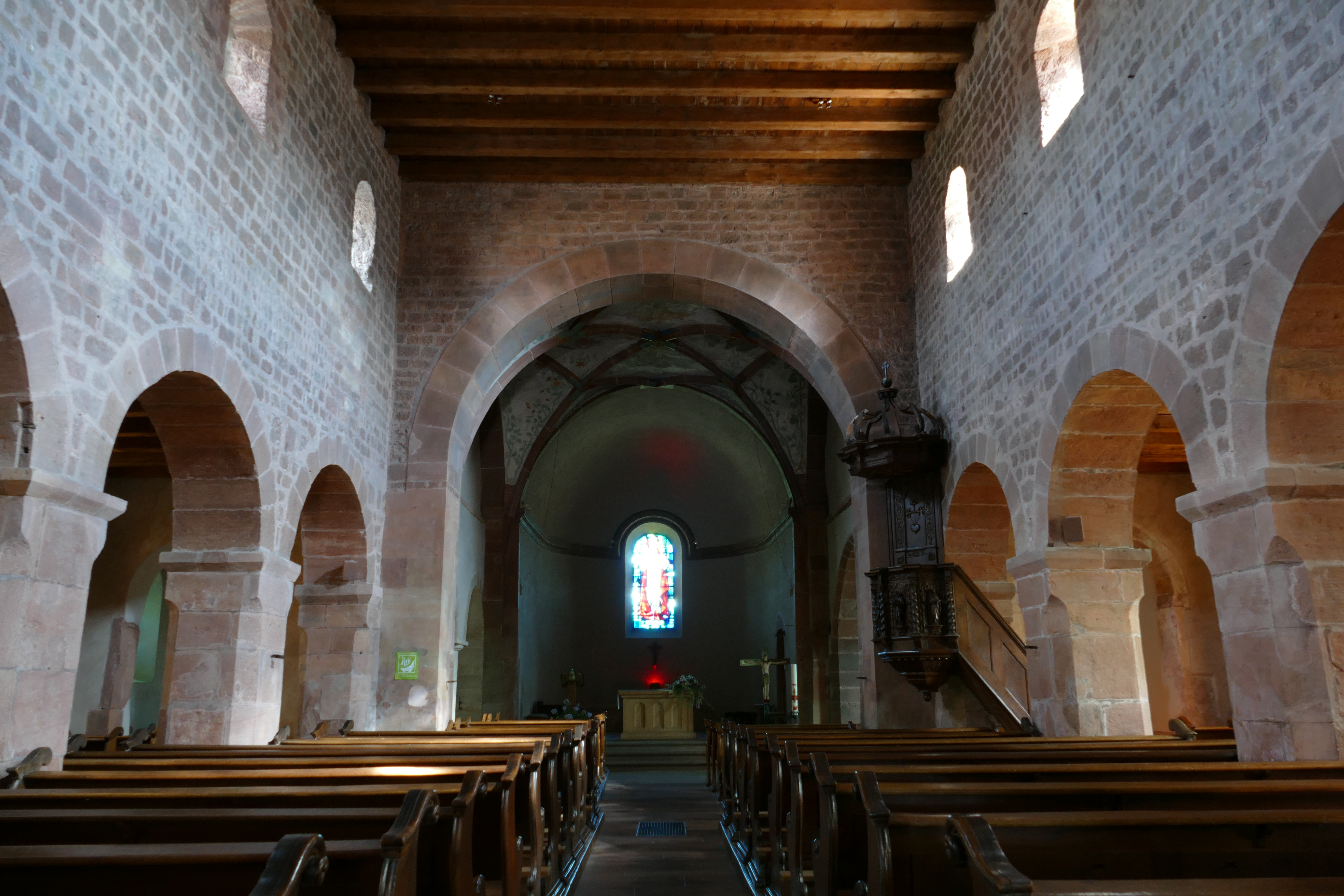
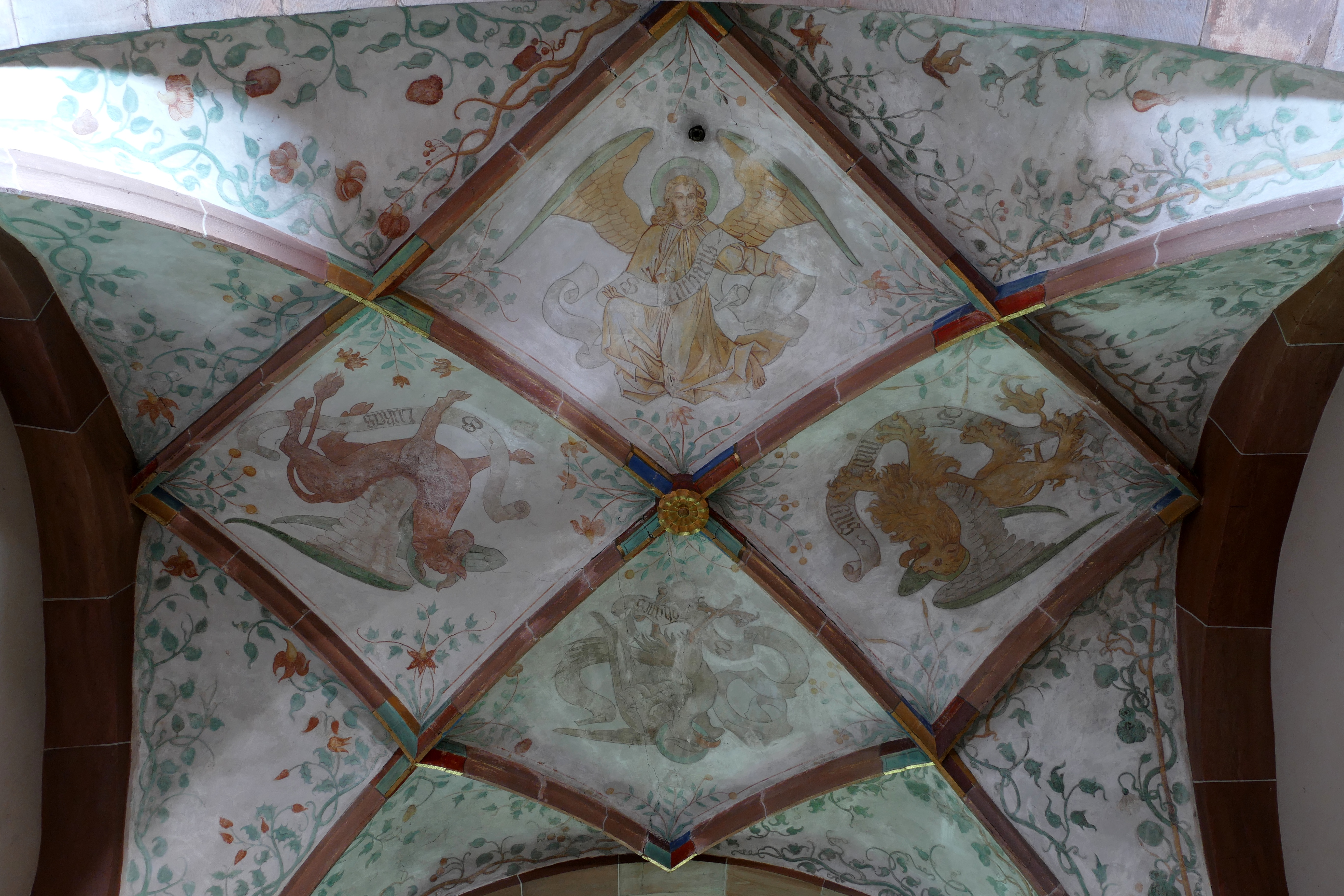
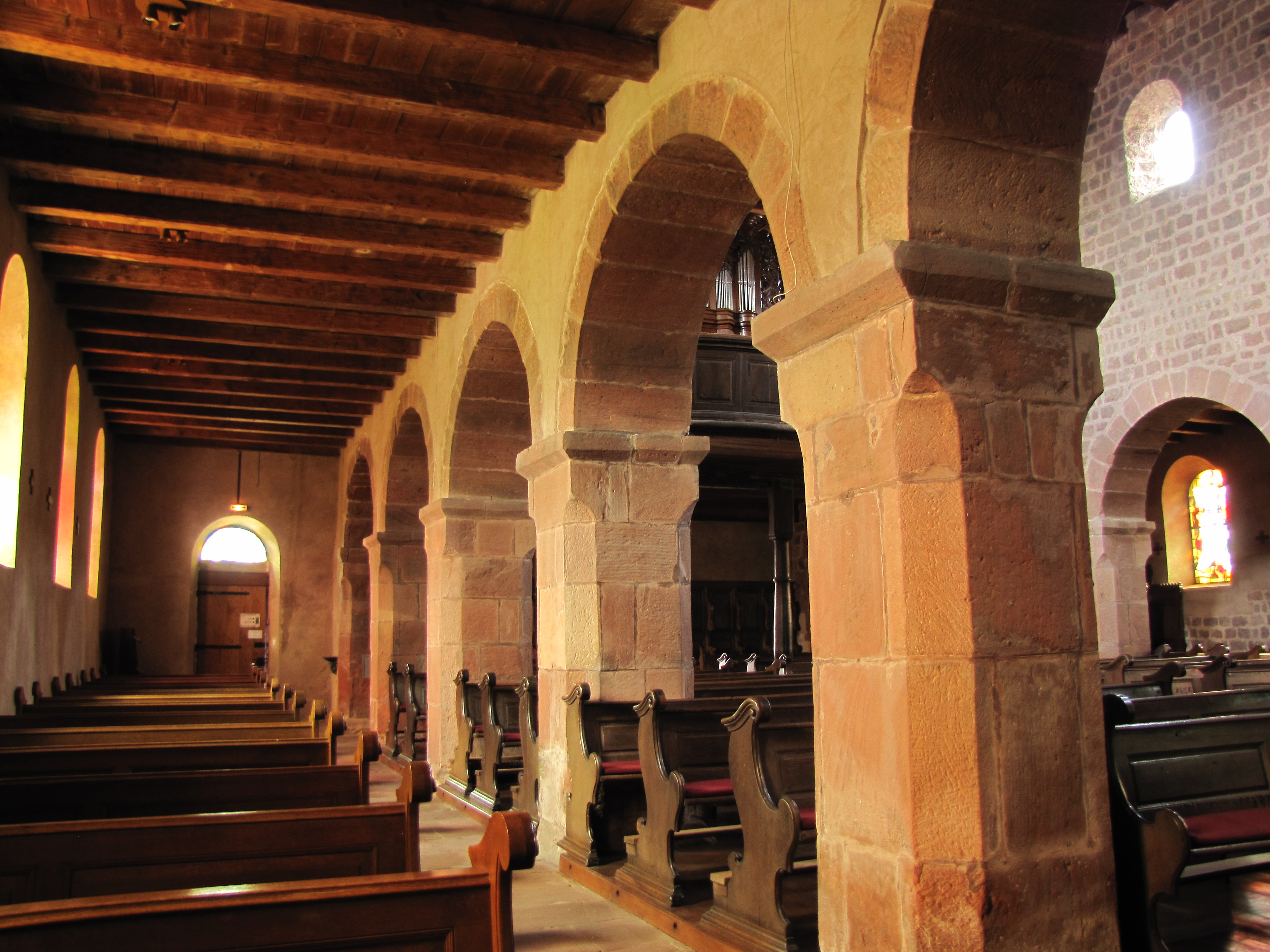
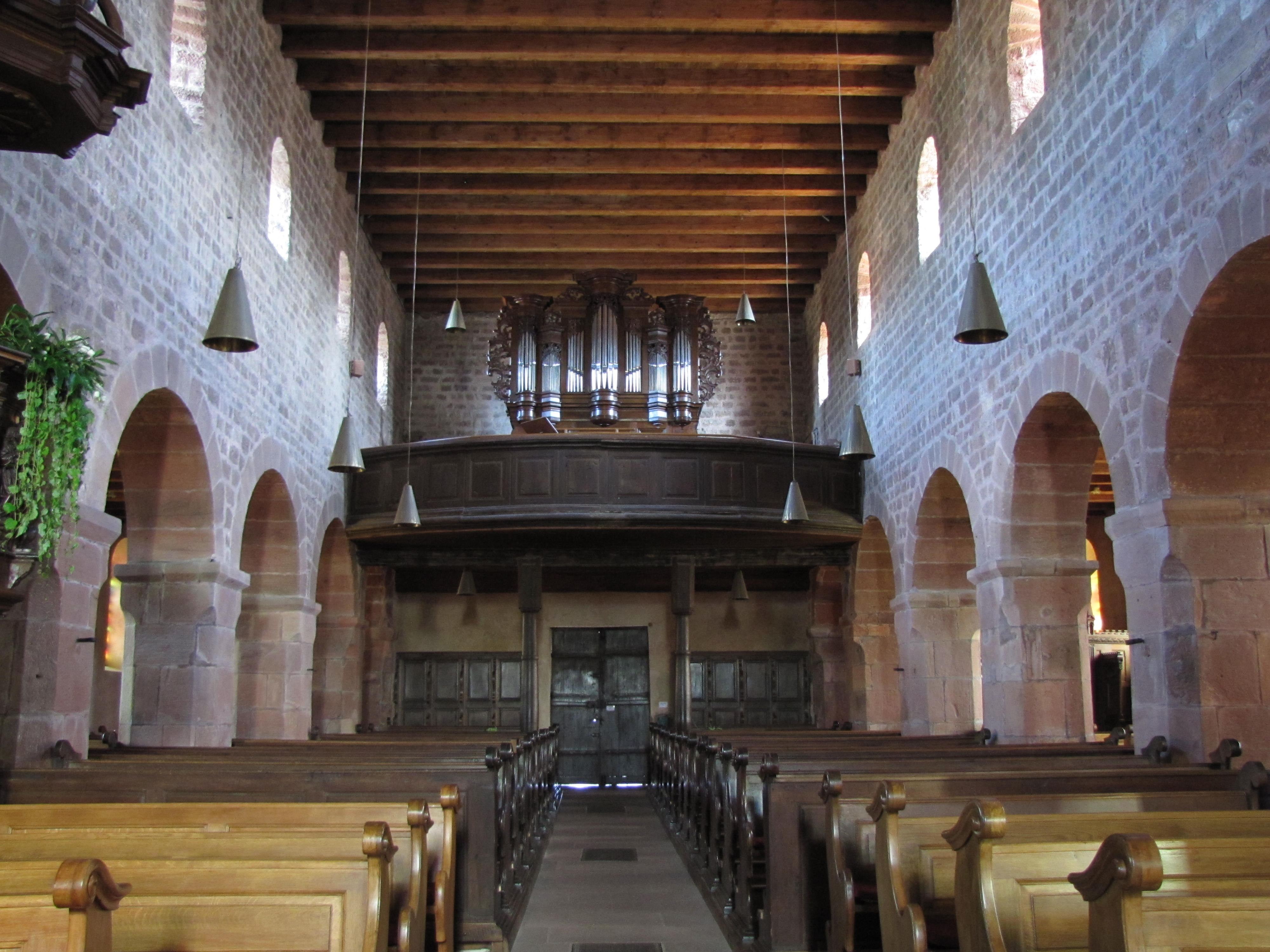
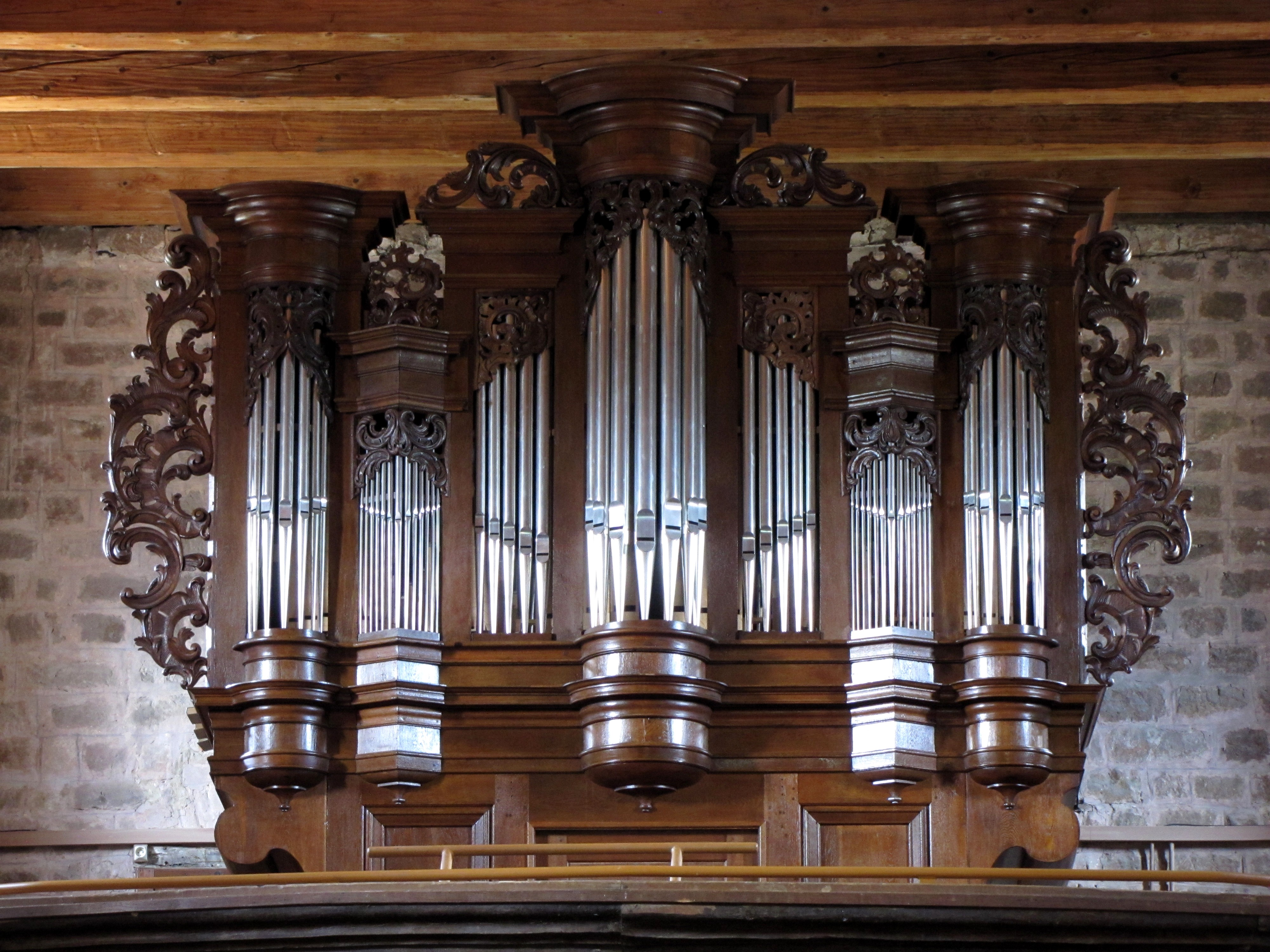
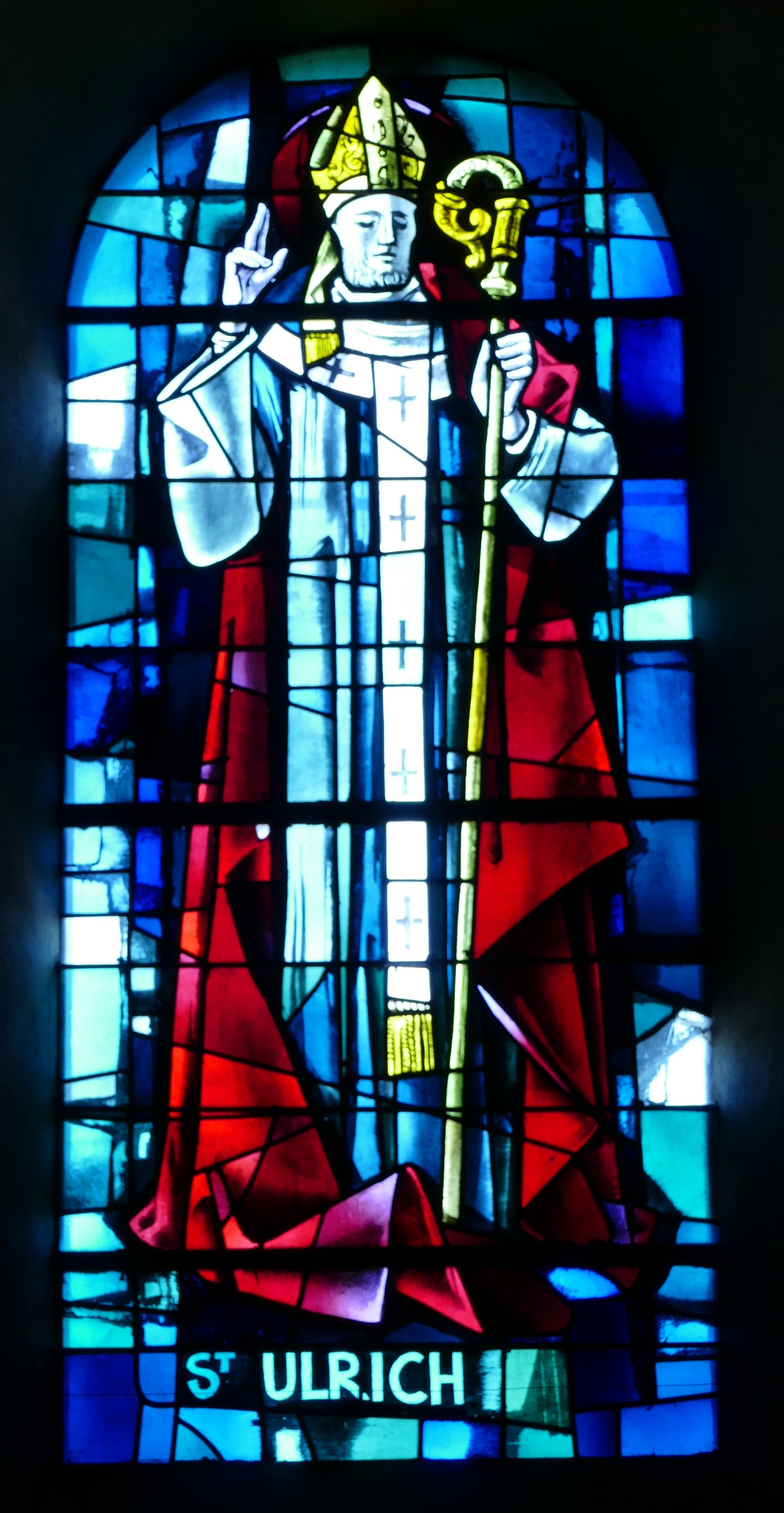
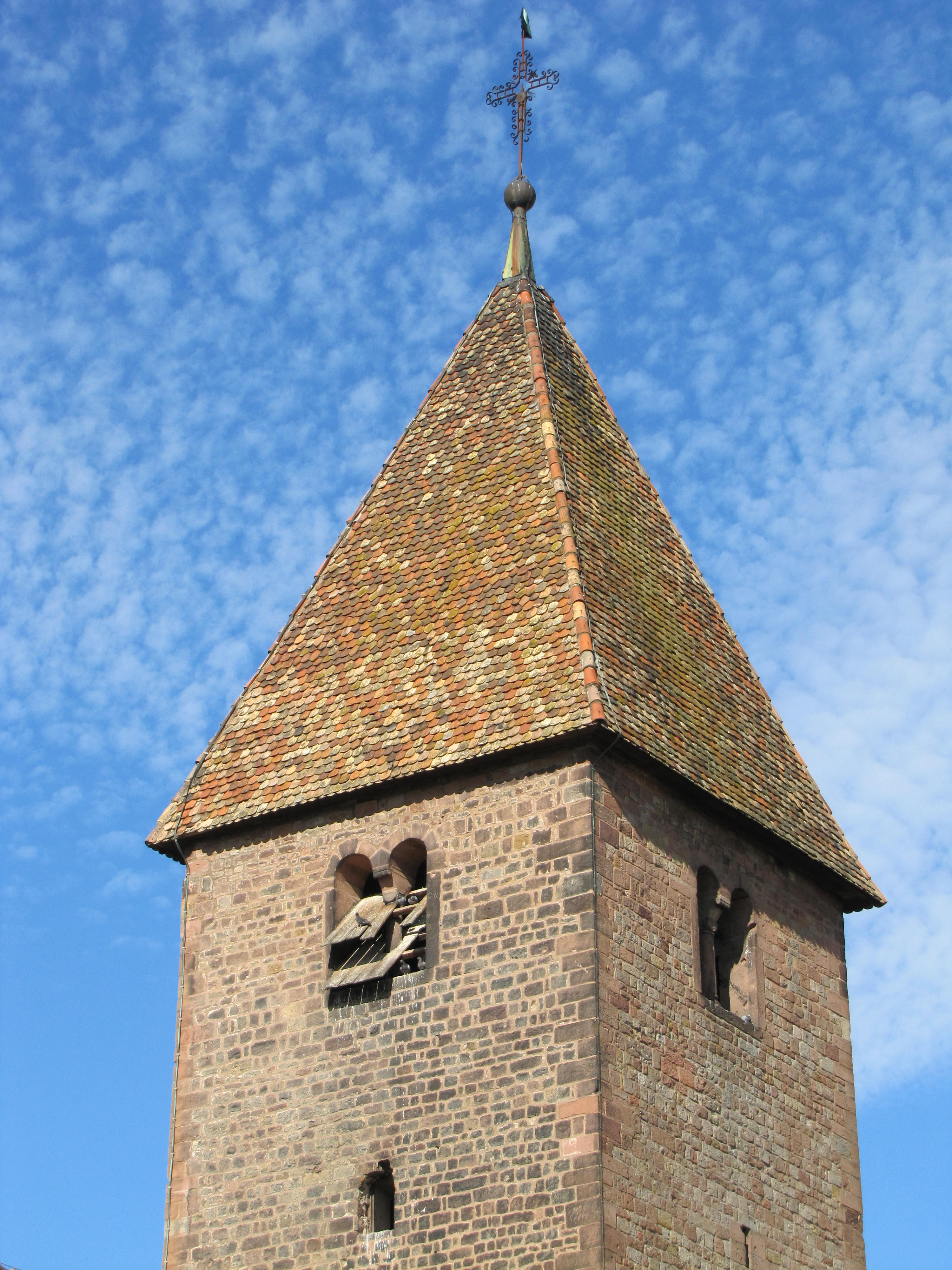
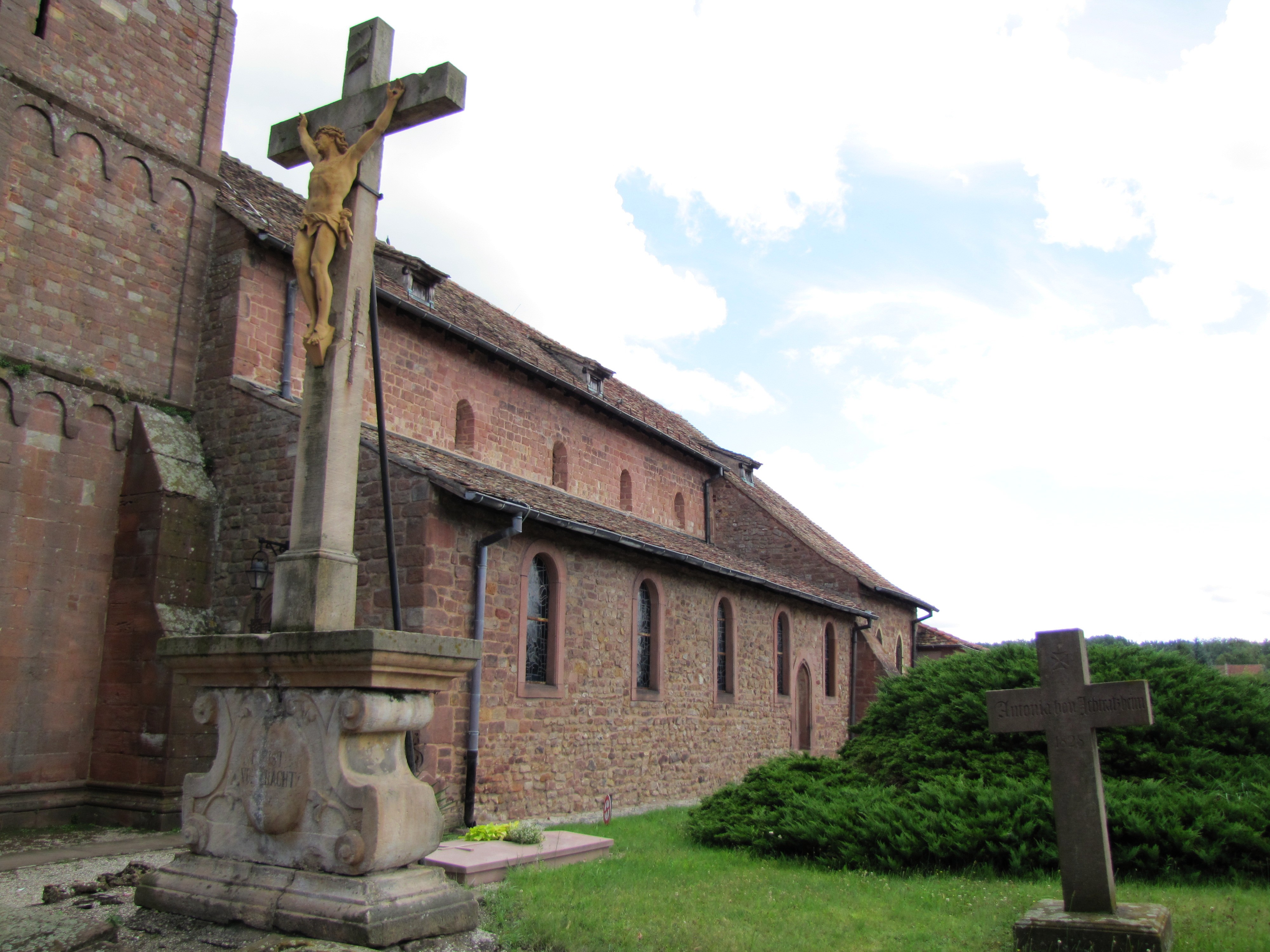
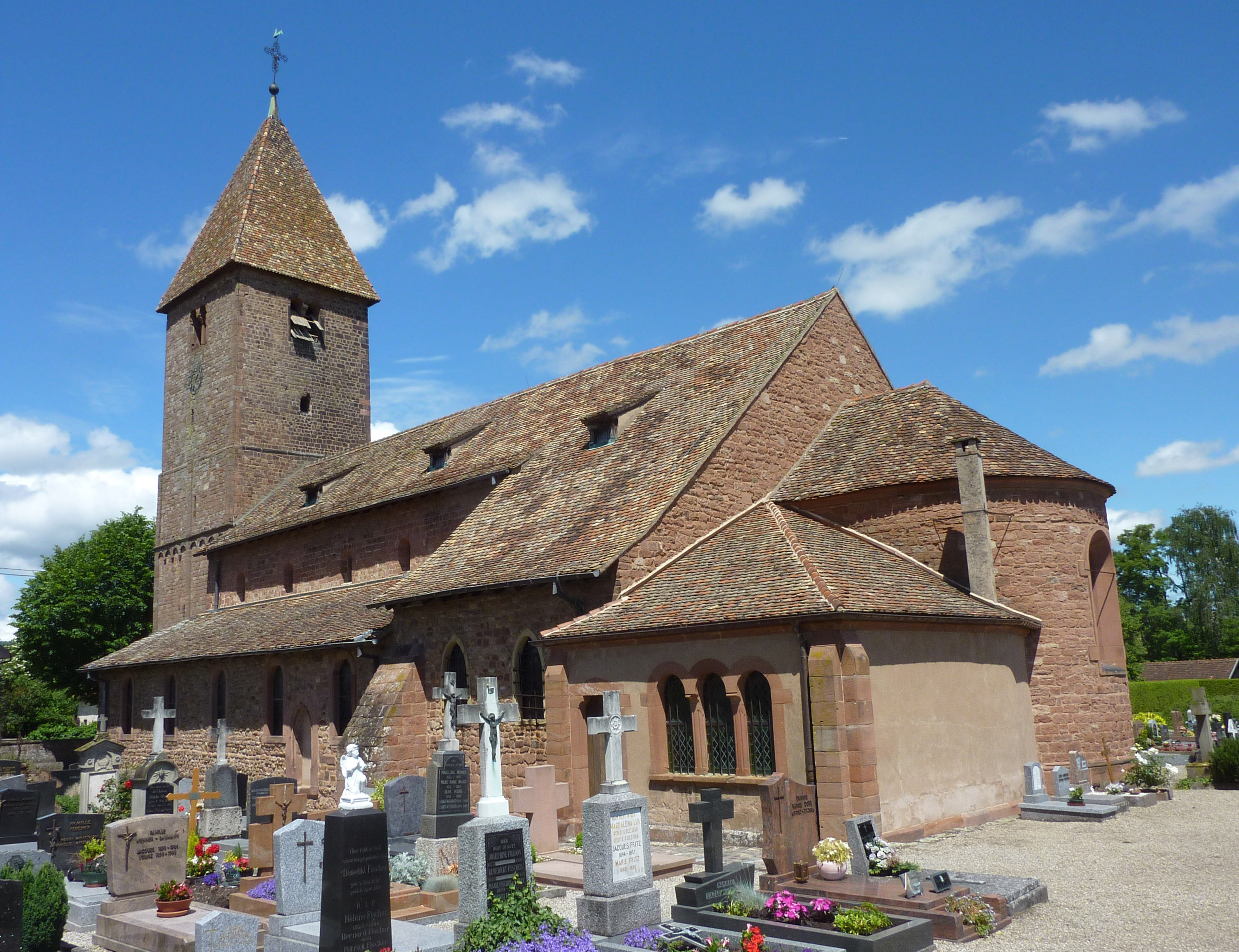